# Vòng bảng UEFA Champions League 1993–94
Vòng bảng UEFA Champions League 1993–94 bắt đầu vào ngày 24 tháng 11 năm 1993 và kết thúc vào ngày 13 tháng 4 năm 1994. Tám đội được chia thành hai bảng bốn đội và các đội trong mỗi bảng thi đấu với nhau hai lượt trận sân nhà và sân khách, nghĩa là mỗi đội có tổng cộng 6 trận đấu ở vòng bảng. Đối với mỗi chiến thắng, đội bóng sẽ được hai điểm, một điểm cho mỗi trận hòa. Kết thúc vòng bảng, hai đội có nhiều điểm nhất mỗi bảng sẽ tiến vào vòng bán kết.

## Bảng A
| Đội            | ST | T | H | B | BT | BB | HS  | Đ  |  | BAR | MON | SPA | GAL |
| -------------- | -- | - | - | - | -- | -- | --- | -- |  | --- | --- | --- | --- |
| Barcelona      | 6  | 4 | 2 | 0 | 13 | 3  | +10 | 10 |  |     | 2–0 | 5–1 | 3–0 |
| Monaco         | 6  | 3 | 1 | 2 | 9  | 4  | +5  | 7  |  | 0–1 |     | 4–1 | 3–0 |
| Spartak Moscow | 6  | 1 | 3 | 2 | 6  | 12 | −6  | 5  |  | 2–2 | 0–0 |     | 0–0 |
| Galatasaray    | 6  | 0 | 2 | 4 | 1  | 10 | −9  | 2  |  | 0–0 | 0–2 | 1–2 |     |

| Monaco                                                          | 4–1     | Spartak Moscow |
| --------------------------------------------------------------- | ------- | -------------- |
| Klinsmann 17' · Ikpeba 41' · Djorkaeff 62' (ph.đ.) · Thuram 89' | Báo cáo | Pisarev 49'    |

| Galatasaray | 0–0     | Barcelona |
| ----------- | ------- | --------- |
|             | Báo cáo |           |

| Barcelona             | 2–0     | Monaco |
| --------------------- | ------- | ------ |
| Beguiristain 16', 27' | Báo cáo |        |

| Spartak Moscow | 0–0     | Galatasaray |
| -------------- | ------- | ----------- |
|                | Báo cáo |             |

| Monaco                                    | 3–0     | Galatasaray |
| ----------------------------------------- | ------- | ----------- |
| Scifo 36' · Djorkaeff 41' · Klinsmann 52' | Báo cáo |             |

| Spartak Moscow            | 2–2     | Barcelona                   |
| ------------------------- | ------- | --------------------------- |
| Rodionov 77' · Karpin 88' | Báo cáo | Stoichkov 11' · Romário 67' |

| Galatasaray | 0–2     | Monaco                |
| ----------- | ------- | --------------------- |
|             | Báo cáo | Scifo 54' · Gnako 90' |

| Barcelona                                                        | 5–1     | Spartak Moscow |
| ---------------------------------------------------------------- | ------- | -------------- |
| Stoichkov 33' · Amor 75' · Koeman 77', 80' · Romário 86' (ph.đ.) | Báo cáo | Karpin 3'      |

| Spartak Moscow | 0–0     | Monaco |
| -------------- | ------- | ------ |
|                | Báo cáo |        |

| Barcelona                                   | 3–0     | Galatasaray |
| ------------------------------------------- | ------- | ----------- |
| Amor 21' · Koeman 70' (ph.đ.) · Eusebio 77' | Báo cáo |             |

| Monaco | 0–1     | Barcelona     |
| ------ | ------- | ------------- |
|        | Báo cáo | Stoichkov 13' |

| Galatasaray | 1–2     | Spartak Moscow          |
| ----------- | ------- | ----------------------- |
| Cihat 86'   | Báo cáo | Onopko 55' · Karpin 83' |

## Bảng B
| Đội           | ST | T | H | B | BT | BB | HS | Đ |  | MIL | POR | BRM | AND |
| ------------- | -- | - | - | - | -- | -- | -- | - |  | --- | --- | --- | --- |
| Milan         | 6  | 2 | 4 | 0 | 6  | 2  | +4 | 8 |  |     | 3–0 | 2–1 | 0–0 |
| Porto         | 6  | 3 | 1 | 2 | 10 | 6  | +4 | 7 |  | 0–0 |     | 3–2 | 2–0 |
| Werder Bremen | 6  | 2 | 1 | 3 | 11 | 15 | −4 | 5 |  | 1–1 | 0–5 |     | 5–3 |
| Anderlecht    | 6  | 1 | 2 | 3 | 5  | 9  | −4 | 4 |  | 0–0 | 1–0 | 1–2 |     |

| Anderlecht | 0–0     | Milan |
| ---------- | ------- | ----- |
|            | Báo cáo |       |

| Porto                                       | 3–2     | Werder Bremen          |
| ------------------------------------------- | ------- | ---------------------- |
| Domingos 7' · Rui Jorge 34' · Zé Carlos 82' | Báo cáo | Hobsch 85' · Rufer 86' |

| Milan                                     | 3–0     | Porto |
| ----------------------------------------- | ------- | ----- |
| Răducioiu 16' · Panucci 39' · Massaro 63' | Báo cáo |       |

Trận đấu này ban đầu theo kế hoạch được diễn ra vào ngày 8 tháng 12, nhưng sau đó được cho diễn ra trước một tuần để tạo điều kiện cho Milan có thêm thời gian chuẩn bị cho Cúp bóng đá liên lục địa 1993.
| Werder Bremen                                         | 5–3     | Anderlecht                   |
| ----------------------------------------------------- | ------- | ---------------------------- |
| Rufer 66', 89' · Bratseth 72' · Hobsch 81' · Bode 83' | Báo cáo | Albert 16' · Boffin 18', 33' |

| Milan                       | 2–1     | Werder Bremen |
| --------------------------- | ------- | ------------- |
| Maldini 48' · Savićević 68' | Báo cáo | Basler 54'    |

| Anderlecht | 1–0     | Porto |
| ---------- | ------- | ----- |
| Nilis 88'  | Báo cáo |       |

| Werder Bremen     | 1–1     | Milan         |
| ----------------- | ------- | ------------- |
| Rufer 52' (ph.đ.) | Báo cáo | Savićević 74' |

| Porto                        | 2–0     | Anderlecht |
| ---------------------------- | ------- | ---------- |
| Drulović 9' · Secretário 90' | Báo cáo |            |

| Milan | 0–0     | Anderlecht |
| ----- | ------- | ---------- |
|       | Báo cáo |            |

| Werder Bremen | 0–5     | Porto                                                                                 |
| ------------- | ------- | ------------------------------------------------------------------------------------- |
|               | Báo cáo | Rui Filipe 11' · Kostadinov 35' · Secretário 70' · Domingos 74' · Timofte 90' (ph.đ.) |

| Porto | 0–0     | Milan |
| ----- | ------- | ----- |
|       | Báo cáo |       |

| Anderlecht | 1–2     | Werder Bremen |
| ---------- | ------- | ------------- |
| Bosman 45' | Báo cáo | Bode 33', 65' |